# ارتفاع منسوب البحار

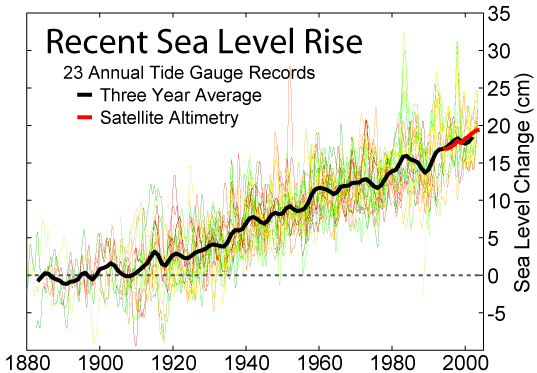
قياسات منسوب البحار من 23 تسجيل المد والجزر في بيئات مستقرة جيولوجيا. تظهر هذه القياسات ارتفاع المنسوب 20 سم في قرن من الزمان، أو 2 مم / عام

يشكل ارتفاع مستوى سطح البحر مشكلة حقيقية للحياة على سطح الكرة الأرضية، حيث يؤدي هذا الارتفاع إلى انغمار عدد كبير من المدن البحرية بالمياه، ويحدث هذا الارتفاع أساساً من ازدياد درجة حرارة الأرض والتي تؤدي إلى ذوبان الكتل الجليدية نتيجة ما يسمى بالاحتباس الحراري أو غازات الدفيئة، وتظهر دراسات قياس منسوب سطح البحر زيادة بنسبة 20 سم في كل قرن ، أو 2 ملم في السنة.
ارتفع متوسط منسوب سطح البحر في العالم منذ بداية القرن العشرين على الأقل، إذ ارتفع في الفترة الممتدة بين عامي (1900 - 2016) بمقدار (16 – 21) سنتي مترًا (6.3 - 8.3 بوصةً)، ولكن البيانات الأكثر دقة التي جُمعت في الفترة الممتدة بين عامي (1993 - 2017) عن طريق قياسات الأقمار الصناعية تكشف عن ارتفاع متسارع في منسوب البحار يبلغ قدره نحو (7.5) سنتي مترًا (3.0 بوصةً)، أي ما يعادل (30) سنتي مترًا (12 بوصةً) في كل قرن. يعود هذا التسارع في ارتفاع منسوب البحار إلى الاحتباس الحراري الذي يسببه الإنسان، والذي يزيد من التمدد الحراري لمياه البحر، وذوبان الصفائح الجليدية الموجودة على اليابسة، والجليدة الثلجية. ساهم التمدد الحراري الحاصل للمحيطات في الفترة الممتدة بين عامي (1993 - 2018) في ارتفاع منسوب سطح البحر بنسبة 42 %، وذوبان الجليدة الثلجية المعتدلة بنسبة 21 %، وذوبان ثلوج جزيرة جرينلاند بنسبة 15 %، وذوبان ثلوج القارة القطبية الجنوبية بنسبة 8 %. يتوقع علماء المناخ ازدياد هذا المعدل خلال القرن الحادي والعشرين.
يُعد تحديد منسوب سطح البحر في المستقبل أمرًا صعبًا، وذلك نظرًا لتعقيد العديد من جوانب نظام المناخ. ارتفعت القدرة على التنبؤ بالظروف المناخية نظرًا لأن أبحاث علم المناخ المتعلقة بمناسيب البحار والتي أُجريت في الماضي والحاضر قد حسنت من عملية النمذجة الحاسوبية في هذا المجال. على سبيل المثال، تنبأت اللجنة الدولية للتغيرات المناخية (IPCC) في عام 2007، بارتفاع في منسوب البحار يبلغ قدره نحو 60 سنتي مترًا (2 قدمًا) بحلول عام 2099، ورفع أيضًا تقريرها الذي نشرته عام 2014 هذا الرقم إلى نحو 90 سنتي مترًا (3 قدمًا).
خلص عدد من الدراسات اللاحقة إلى أن ارتفاع منسوب سطح البحر من (200 إلى 270) سنتي مترًا (6.6 إلى 8.0 قدمًا) هذا القرن «ممكن الحدوث طبيعيًا». تُشير تخمينات مُتحفظة للتنبؤات طويلة الأمد إلى أن ارتفاع كل درجة مئوية واحدة من درجات الحرارة، يؤدي إلى ارتفاع منسوب سطح البحر بنحو (2.3) مترًا (4.2 قدمًا / درجة فهرنهايت) على مدى ألفي عام: وهو مثال على انخفاض النشاط المناخي «الخمول المناخي».
تنص هذه الأبحاث على أن منسوب سطح البحر لن يرتفع بشكل منتظم في كل مكان في الكرة الأرضية، بل وسينخفض قليلًا في بعض المواقع، مثل المنطقة القطبية الشمالية. تشمل العوامل المحلية تأثيرات حركة التكتونيات، وانخساف الأرض، والمد والجزر، والتيارات والعواصف. يمكن أن يؤثر ارتفاع منسوب البحار بشكل كبير على السكان الموجودين في المناطق الساحلية والجزرية. من المتوقع حدوث فيضانات ساحلية واسعة النطاق مع ارتفاع درجات الحرارة على مدى آلاف السنين، وأيضًا حدوث عرام العواصف وتسونامي بشكل أكبر وأكثر خطورة، وتهجير السكان، وفقدان الأراضي الزراعية وتدهورها. تتأثر أيضًا البيئات الطبيعية مثل النظم البيئية البحرية، إذ تفقد الأسماك والطيور والنباتات أجزاءً من بيئاتها.
يمكن أن تستجيب المجتمعات لارتفاع منسوب سطح البحر من خلال ثلاث طرق مختلفة: التراجع، والتكيف، والحماية. تسير استراتيجيات التكيف هذه على التوازي، ولكن يجب اتخاذ الخيارات بين الاستراتيجيات المختلفة في أوقات أخرى، وقد لا تكون النظم البيئية التي تتكيف مع ارتفاع منسوب سطح البحر عن طريق الزحف نحو اليابسة قادرة دومًا على التكيف والزحف، بسبب وجود الحواجز الطبيعية أو الصناعية.

## مستوى سطح البحر منذ نهاية آخر حلقة الجليدية
سجل العلماء زيادة في متوسط نسبة ارتفاع مستوى سطح البحر بحدود 1.8 ملم سنوياً وذلك في المئة سنة الماضية، إن هذه النسبة ارتفعت إلى 3.1 مم / سنة في الفترة الواقعة ما بين 1993 و 2003.
تعود هذه الزيادة أساساً إلى النشاطات البشرية المختلفة والمتمثلة بزيادة انبعاث الغازات في الجو من عوادم السيارات والمصانع وحرق الغابات ... إلخ. ونتيجة لهذه النشاطات، ستشهد البحار ارتفاعاً متزايداً في نسبة المياه في القرن القادم على الأقل، ويصعب التنبؤ بهذه الزيادة نتيجة غياب المعطيات اللازمة للنشاطات البشرية وتطورها في الفترة القادمة.
ويتوقع العلماء زيادة في ارتفاع سطح البحر تقدر بـ 1.3 م في القرن المقبل بينما يرى المعتدلون بأن هذه الزيادة قد تنخفض إلى 80 سم في حال تحكم الإنسان بطريقة استخدام الطاقة واعتماده على الطاقة النظيفة.

## التغيرات السابقة في منسوب البحار
يُعتبر فهم المناسيب السابقة للبحار أمرًا مهمًا لتحليل التغيرات الحالية والمستقبلية، إذ كانت التغيرات الحاصلة في الأراضي الجليدية، والتمدد الحراري الناتج عن ارتفاع درجات الحرارة في الماضي الجيولوجي القريب، هي الأسباب الرئيسية في ارتفاع منسوب البحار.
ارتفعت مناسيب سطح البحر نحو خمسة أمتار على الأقل (16 قدمًا) عن الآن، وذلك عند آخر ارتفاع لدرجات الحرارة سُجل بمقدار درجتين مئويتين (3.6 فهرنهايتًا)، إذ تشكل هذا الارتفاع في درجات الحرارة نتيجة الاحتباس الحراري الناتج بدوره عن التغيرات في كمية أشعة الشمس، والتي حصلت بدورها أيضًا بسبب التغيرات البطيئة في حركة مدار الأرض مُسببةً فترة بين الجليديين الأخيرة.
استمر الاحتباس الحراري على مدى آلاف السنين، إذ ينطوي مقدار ارتفاع منسوب البحر على مساهمة الصفائح الجليدية في القارة القطبية الجنوبية وجرينلاند.
ارتفع منسوب سطح البحر أكثر من (125) مترًا (410 قدمًا) منذ الذروة الجليدية الأخيرة التي حصلت قبل نحو 20 ألف عامًا، بمعدل يختلف من عام لآخر من 1 ميلي مترًا وحتى 40 ميلي مترًا في السنة الواحدة، وذلك تبعًا لذوبان الصفائح الجليدية الموجودة فوق كندا وأوراسيا.
أدى التفكك السريع للصفائح الجليدية إلى تشكل ما يُسمى فترة «نبضات المياه الذائبة» (MWP1a)، وهي الفترات التي ارتفع فيها منسوب سطح البحر بسرعة. تباطأ معدل ارتفاع منسوب سطح البحر منذ نحو 8200 عامًا من الوقت الحاضر؛ كان منسوب سطح البحر ثابتًا تقريبًا خلال 2500 عام الماضية، وذلك قبل التصاعد الأخير الذي بدأ في نهاية القرن التاسع عشر أو في بداية القرن العشرين.

## قياس منسوب سطح البحر
يمكن تفسير التغير الحاصل في منسوب سطح البحر إما نتيجةً لتغير كمية المياه في المحيطات أو تغير حجم المحيط أو تغير منسوب اليابسة بالمقارنة مع منسوب سطح البحر.
لا تقيس التقنيات المختلفة المُستخدمة لقياس التغيرات الحاصلة في منسوب سطح البحر بنفس الطريقة تمامًا، إذ يمكن لأجهزة قياس المد قياس منسوب البحر النسبي، بينما يمكن للأقمار الصناعية قياس التغيرات المطلقة لمنسوب سطح البحر. ولكن من أجل الحصول على قياسات دقيقة لمنسوب سطح البحر، يقوم الباحثون الذين يدرسون الجليد والمحيطات على كوكبنا، بدراسة عامل التشوهات المستمر للأرض الصلبة، لا سيما أن الكتل الأرضية ما تزال ترتفع نتيجة ذوبان الكتل الجليدية السابقة (الارتداد بعد الجليدي)، وكذلك دوران الأرض والجاذبية الأرضية.

### الأقمار الصناعية
تسجل أقمار المناسيب الصناعية التغيرات الحاصلة في منسوب سطح البحر منذ إطلاق «توبكس / بوسيدون» في عام 1992. يمكن لهذه الأقمار الصناعية قياس مناسيب المرتفعات والمنخفضات المُتشكلة في البحر نتيجة التيارات، واكتشاف اتجاهات هذه المرتفعات.
لقياس المسافة إلى سطح البحر، ترسل الأقمار الصناعية نبضة كهرومغناطيسية إلى سطح المحيط وتسجل الزمن الذي تستغرقه للعودة مرة أخرى. تعمل أجهزة قياس الإشعاع الكهرومغناطيسي على تصحيح التأخير الإضافي الناجم عن بخار الماء الموجود في الغلاف الجوي. يُعتبر جمع هذه البيانات مع تحديد موقع القمر الصناعي بدقة، هي الطريقة لتحديد منسوب سطح البحر بدقة عدة سنتي مترات (نحو بوصة واحدة). قدرت قياسات أقمار المناسيب الصناعية الحالية لمنسوب سطح البحر تغيرًا بمقدار «3.0 ± 0.4» ميلي مترًا (0.118 ± 0.016) بوصةً سنويًا للفترة الممتدة بين عامي (1993 - 2017).
خالفت قياسات الأقمار الصناعية السابقة في بعض الأحيان قياسات المد والجزر، وقد حُدد خطأ صغير في معايرة القمر الصناعي «توبكس / بوسيدون»، كان هو السبب في التقدير المُغالى فيه بشكل طفيف لمناسيب سطح البحر في الفترة الممتدة بين عامي (1992 - 2005)، والسبب أيضًا في إخفاء تسارع ارتفاع منسوب سطح البحر المستمر.
تُعتبر الأقمار الصناعية مفيدة لقياس التباينات الإقليمية في منسوب سطح البحر، مثل الارتفاع الكبير الذي حصل في منطقة غرب المحيط الهادئ الاستوائية في الفترة الممتدة بين عامي (1993 - 2012).